# Giuseppe Busuoli

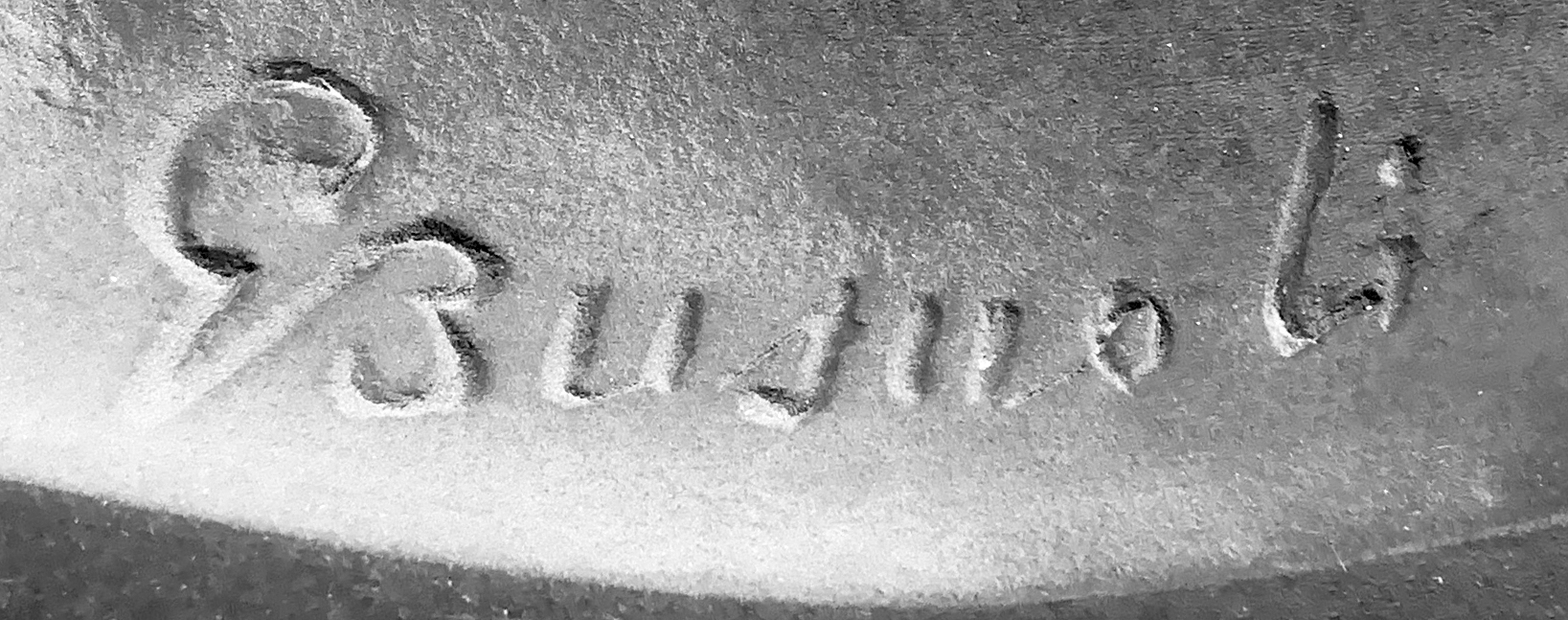
Firma di Busuoli

Giuseppe Busuoli (Finale Emilia, 22 febbraio 1894 – Finale Emilia, 10 marzo 1948) è stato uno scultore e pittore italiano.

## Biografia
Nacque da Martino e da Antonia Cabonardi. Colpito da ragazzo da una grave forma di tubercolosi ossea, venne sottoposto ad amputazione di una gamba e fu costretto ad abbandonare gli studi. Avendo però dimostrato una forte vocazione per la scultura, a spese del Comune di Finale Emilia fu inviato a Milano per frequentarvi la Scuola del marmo presso l'Accademia di Brera, diretta da Adolfo Wildt. 
Tornato a Finale nel 1924, realizzò sculture di gusto allegorico e religioso dalla modellazione influenzata palesemente dallo stesso Wildt. Tra queste, l'Estasi di Santa Teresa, oggi presso la Pinacoteca Civica di Bondeno.
Superato questo periodo stilistico e roso da una sempre maggiore inquietudine, Busuoli cercò conforto nella fede, divenendo frate converso presso il convento di San Domenico di Fiesole e poi novizio presso i conventi francescani di Bologna e di Faenza. 

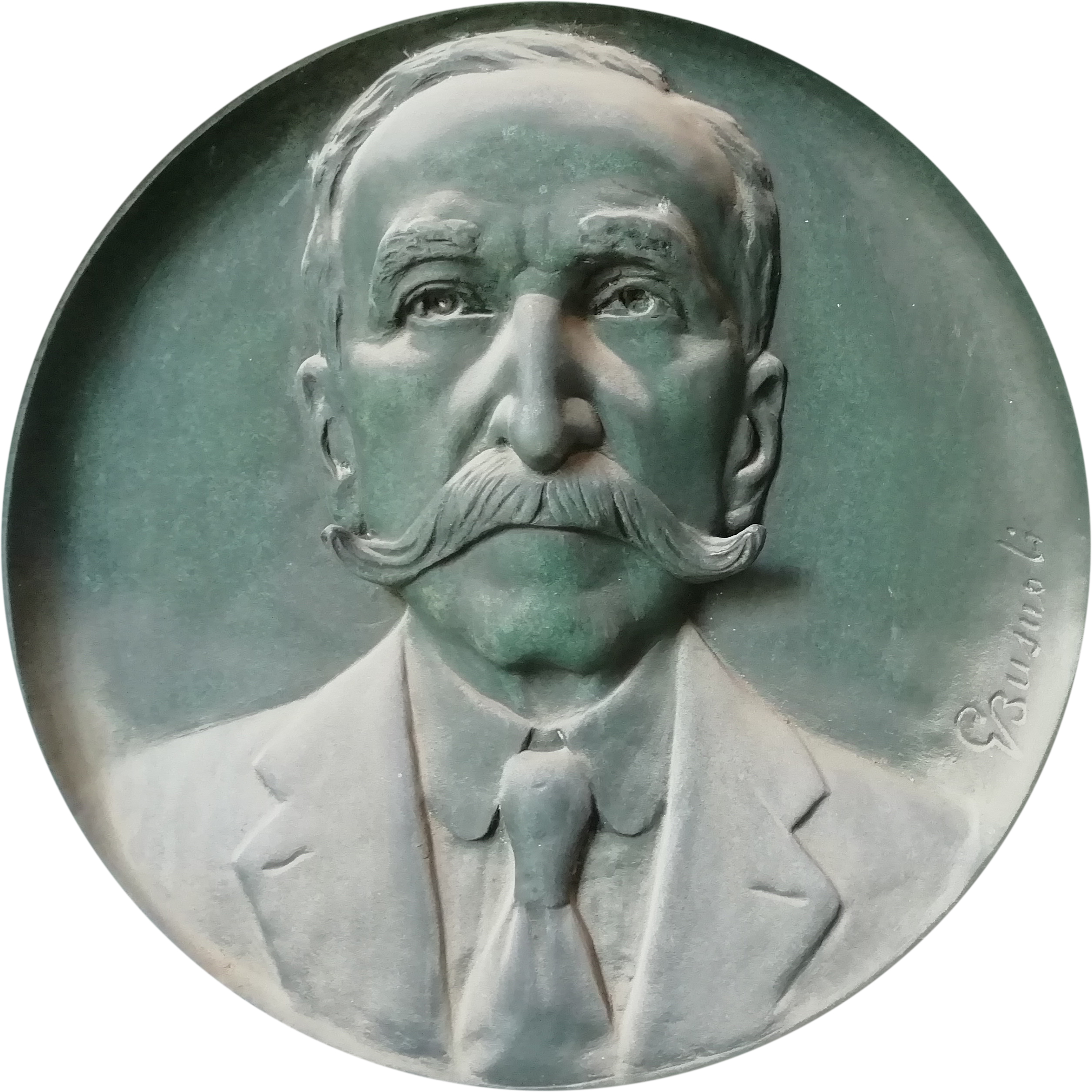
Ritratto a rilievo della stele Ferri, nella Certosa di Bologna, opera di Busuoli.

Nonostante le crisi mistiche e i problemi di salute, Busuoli non abbandonò mai l'attività artistica, intensificando quella a carattere espositivo. Ad esempio nel 1934 aderì ad importanti rassegne collettive a Milano e a Piacenza. Non gli mancarono le committenze a carattere pubblico: la lapide ai martiri fascisti per il Municipio di Finale Emilia, il Balilla per il Palazzo Littorio (oggi Accademia nazionale di scienze, lettere e arti) di Modena, sculture religiose per il convento francescano di Villa Verucchio, per il Convento dell'Osservanza a Bologna, per la chiesa parrocchiale di Frassineto, per l'Istituto Salesiano di Parma, per la chiesa parrocchiale di Gavello (altare maggiore).
L'altorilievo in marmo Italia Repubblicana, 2 giugno 1946, è posto all'ingresso del palazzo municipale di Finale Emilia, mentre la scultura Il galeotto, è collocata sulla scalinata della torre dell'acquedotto.
Giuseppe Busuoli operò inoltre in vari cimiteri emiliani; la sua opera più significativa è la neo-medievale Tomba Rossi (1932) nel cimitero della Certosa di Bondeno.
Come pittore, realizzò la complessa decorazione murale delle volte della Chiesa dei Santi Filippo e Giacomo di Finale Emilia. 
Nel 2019 la sua città natale gli ha dedicato la mostra "Giuseppe Busuoli La materia e l'anima" allestita a Palazzo Borsari.